# Großer Zernsee

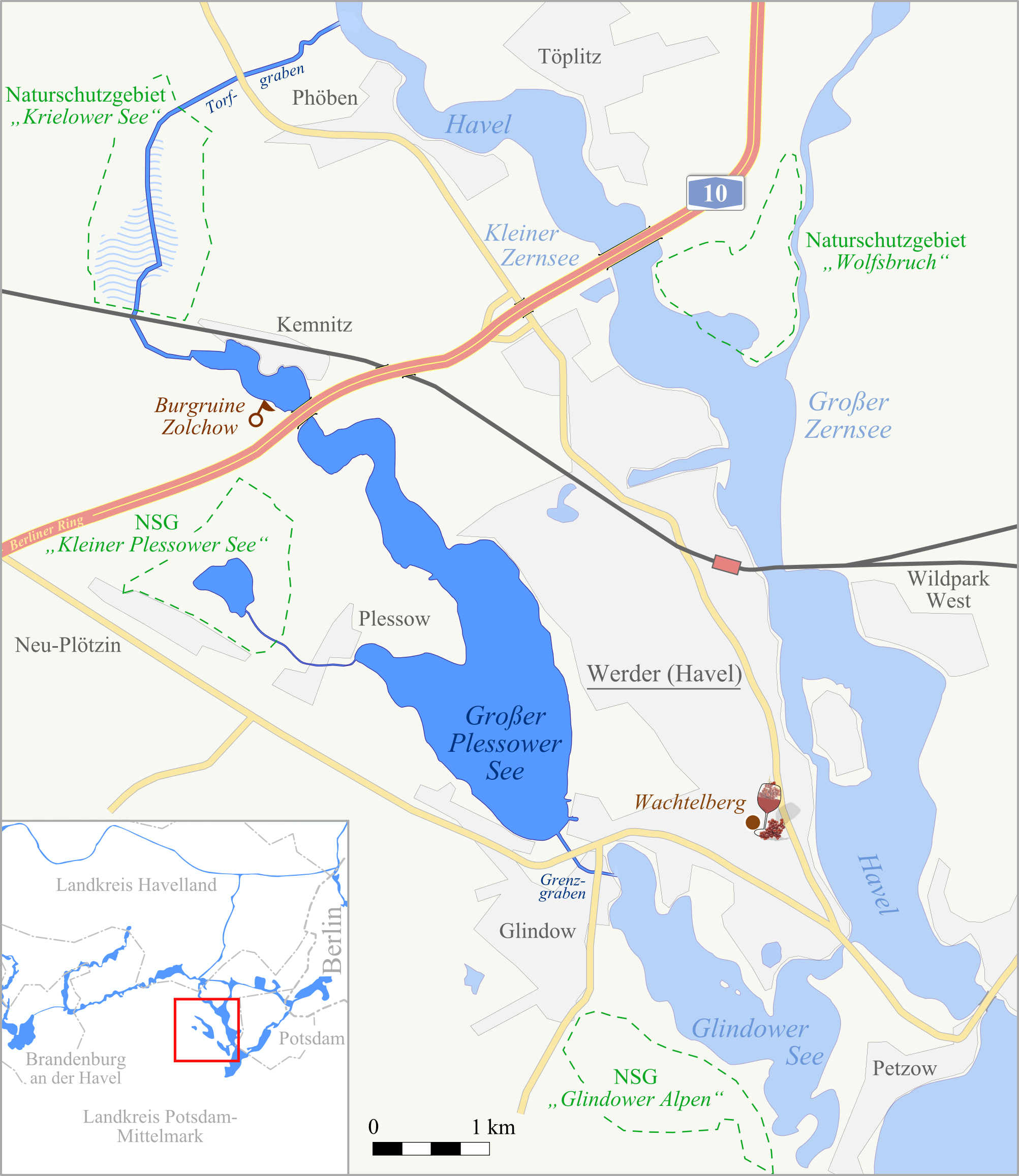
Lagekarte

Der Große Zernsee ist ein See bei Werder in Brandenburg im Verlauf der Potsdamer Havel und hat mit ihr den Status einer Bundeswasserstraße der Wasserstraßenklasse IV, die zur Unteren Havel-Wasserstraße gehört; zuständig ist das Wasserstraßen- und Schifffahrtsamt Spree-Havel.

## Lage und Beschreibung
Der Große Zernsee liegt zwischen der Stadt Werder (Havel), die sein südwestliches Ufer besetzt, und Golm, einem Ortsteil Potsdams, ungefähr einen Kilometer hinter seinem östlichen Ufer. Begrenzt wird der See im Süden durch die Eisenbahnbrücke der Bahnstrecke Berlin–Magdeburg, im Nordwesten durch den Kleinen Zernsee, beide Seen getrennt durch die Brücke der Bundesautobahn 10, im Nordosten durch die Mündung des Havelnebenflusses Wublitz. Die im Norden dazwischen liegende Halbinsel, das Wolfsbruch, ist ein Naturschutzgebiet. Die Größe des Großen Zernsees liegt bei etwa 268 Hektar.

## Name
Nach Reinhard E. Fischer trägt der See seinen Namen nach dem wüsten Dorf Zern, das an seinem Westufer in Höhe des heutigen Hafens lag, bei der heutigen Kolonie Zern. Nach Fischer ist das Wort Zern vom slawischen *tschern: „schwarz“ (vergleiche russisch: чёрный) abgeleitet. Diese Deutung ist aber nach Fischer et al.: Die Gewässernamen Brandenburgs, 1996 falsch; er ist von einem Personennamen *Č(e)rn-. Wahrscheinlich erinnert der Flurname Schwarze Berge nordöstlich des Großen Zernsees an den slawischen Ortsnamen.

## Funktion

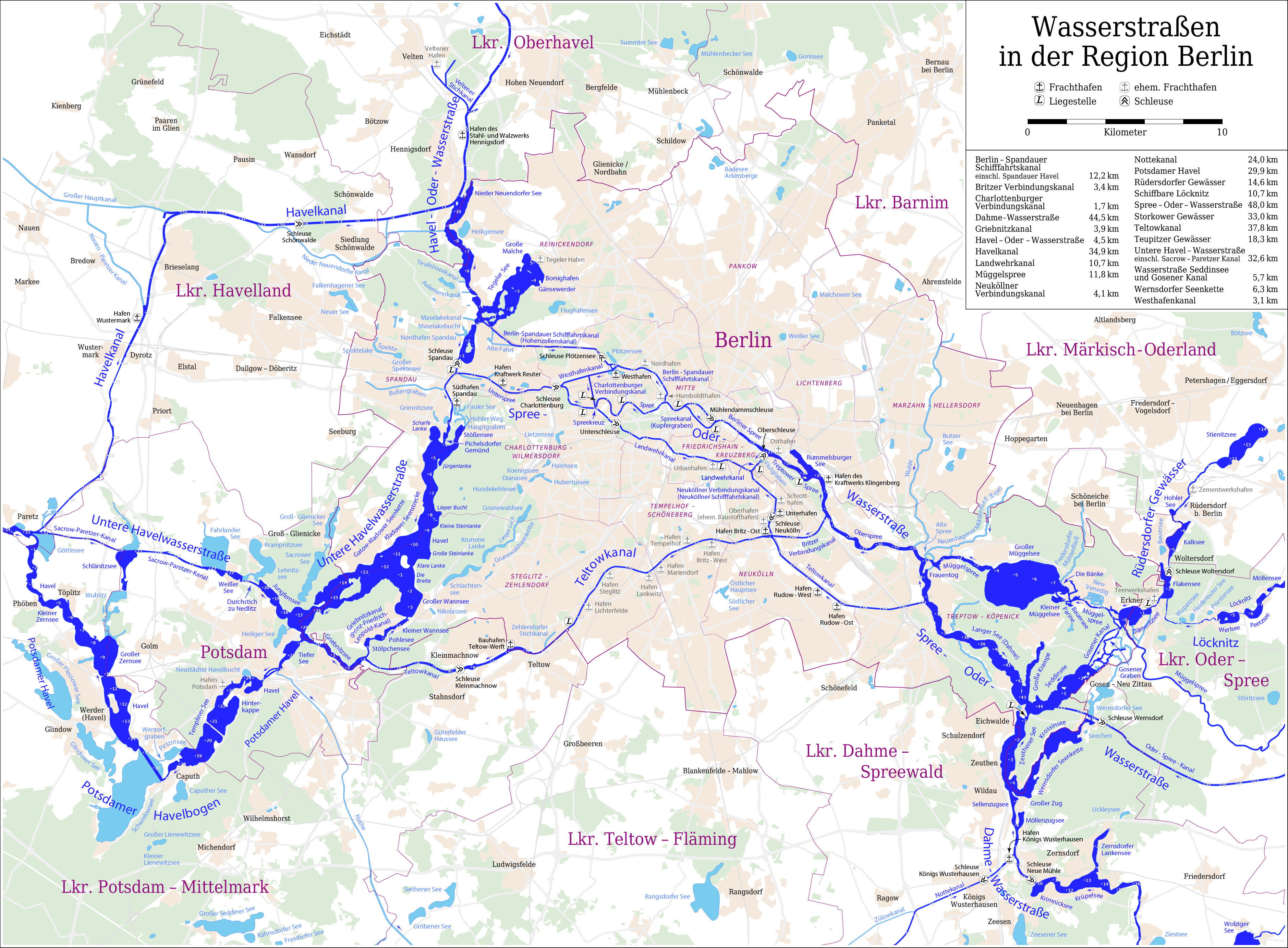
Wasserstraßen um Potsdam und Berlin

Durch den Havelkanal und den Sacrow-Paretzer-Kanal wird der größte Teil der Berufsschifffahrt an der Potsdamer Havel, und somit am Großen Zernsee vorbeigeführt. Befahren wird das Gewässer überwiegend von Wassersportlern und Fahrgastschiffen. Auch Angler nutzen den Großen Zernsee.